# Epidendrum trialatum
Epidendrum trialatum är en orkidéart som beskrevs av Eric Hágsater. Epidendrum trialatum ingår i släktet Epidendrum och familjen orkidéer. Inga underarter finns listade i Catalogue of Life.